# Carreira (Cabo Verde)
Carreira es una localidad caboverdiana del municipio de São Lourenço dos Órgãos.

## Geografía
La localidad está situada en la isla Santiago.

## Organización territorial
La localidad abarca el lugar de:
- Carreira